# جرمشت بالا
جرمشت بالا، روستایی از توابع بخش سیمکان شهرستان جهرم در استان فارس ایران است.

## جمعیت
این روستا در دهستان پشت پر قرار دارد و براساس سرشماری مرکز آمار ایران در سال ۱۳۹۵، جمعیت آن ۶۲۶ نفر (۱۹۴ خانوار) بوده‌است.